# Sabina Fati
Sabina Fati este o jurnalistă, scriitoare și analistă de politică externă din România. A condus departamentul românesc al Radio Europa Liberă și a fost redactor‑șef adjunct la România liberă.

## Educație
Sabina Fati a studiat științe politice la Școala Națională de Studii Politice și Administrative. În 2004 a obținut doctoratul în istorie la Universitatea „Alexandru Ioan Cuza” din Iași, sub coordonarea profesorului Alexandru Zub.

## Carieră
Sabina Fati a colaborat cu Radio Europa Liberă în anii 1990 și a fost corespondent freelancer pentru serviciul din Republica Moldova. Între 2006 și 2017 a ocupat funcția de redactor-șef adjunct al ziarului România liberă.
Între 2008 și 2015 a fost profesor invitat la Universitatea din București, în cadrul Departamentului de Științe ale Comunicării.
În 2018 ea a preluat conducerea redacției Radio Europa Liberă România, care a fost stabilită din acel an la la București. În 2020 a început colaborarea cu Deutsche Welle.

## Publicații
Pe lângă activitatea sa jurnalistică, Sabina Fati a scris reportaje de călătorie. A publicat mai multe cărți în care explorează trasee istorice și contextul geopolitic al regiunilor traversate. Printre lucrările ale sale se numără:
- Transilvania, o provincie în căutarea unui centru: Centru și periferie în discursul elitelor politice din Transilvania, 1892–1918, Centrul de Resurse pentru Diversitate Etnoculturală, 2007, 2007
- Singură pe Drumul Mătăsii: 80 de zile, 15 000 km, 2500 de ani de istorie, Humanitas, București, 2015;
- Ocolul Mării Negre în 90 de zile: Șapte țări, opt granițe și o lovitură de stat în prime‑time, Humanitas, București, 2016[4],2023, ISBN 978-973-50-8011-2
- Călătorie pe urmele conflictelor de lângă noi: Kurdistan, Irak, Anatolia, Armenia, Humanitas, București, 2022
- Cine râvnește la Gurile Dunării? O călătorie pe timp de război în Delta extinsă: Transnistria, Ucraina, Basarabia, România, Humanitas, București, 2024.

## Volume colective
- Cum a rămas România fără președinte ales: 7 răspunsuri posibile, Anne Applebaum - Dennis Deletant - Sabina Fati - Radu Paraschivescu - Cristian Preda (coord.) - Oliver Jens Schmitt - Ioan Stanomir, Scurt cuvânt înainte de Cristian Preda, Humanitas, 2025, ISBN 978-973-50-8765-4

## Premii și recunoaștere
În 2017 Sabina Fati a primit din partea Ambasadei Statelor Unite ale Americii în România premiul „Romanian Women of Courage” pentru contribuție la „construcția democrației în România”.
Pentru volumul Cine râvnește la Gurile Dunării? O călătorie pe timp de război în Delta extinsă: Transnistria, Ucraina, Basarabia, România Fati a primit Premiul „Romulus Rusan” pentru cartea de literatură a memoriei pe anul 2024, premiu acordat de Fundația „Ana Blandiana & Romulus Rusan” și Fundația Spandugino.